# Trójkąt pęcherzykowo-wątrobowy
Trójkąt pęcherzykowo-wątrobowy – przestrzeń anatomiczna ograniczona przewodem wątrobowym wspólnym (łac. ductus hepaticus communis), przewodem pęcherzykowym (łac. ductus cysticus) i dolną krawędzią wątroby. Znajomość topografii tego obszaru jest istotna podczas laparoskopowych cholecystektomii. Podobnym pojęciem jest trójkąt Calota (nazwany na cześć Jean-François Calota), ograniczony przewodem wątrobowym wspólnym, przewodem pęcherzykowym i tętnicą pęcherzykową.